# Godmand Jensen
Moses Isak Godmand Anders Jensen (* 11. November 1940 in Kangersuatsiaq) ist ein grönländischer Politiker (Atassut).

## Leben
Godmand Jensen ist der Sohn des Jägers und Fischers Johan Joas Paulus Jensen (1903–1969) und seiner Frau Elisabeth Sara Eva Thorleifsen (1910–1977). Er heiratete am 5. März 1967 Judithe (* 1947).
Godmand Jensen war ab 1976 Mitglied des Dorfrats von Kangersuatsiaq und von 1979 bis 1989 dessen Vizevorsitzender. Er kandidierte bei der Parlamentswahl 1983, unterlag aber Bendt Frederiksen. Bei der Wahl 1984 verpasste er ebenfalls einen Sitz. Bei der Parlamentswahl 1987 erhielt er mehr Stimmen als Bendt Frederiksen und konnte über ein Ausgleichsmandat ins Inatsisartut einziehen. Bei der Wahl 1991 wurde er nicht wiedergewählt. Auch 1995 verpasste er einen Sitz deutlich. Bei der Kommunalwahl 1997 wurde er Vizebürgermeister der Gemeinde Upernavik. Bei der Parlamentswahl 1999 erreichte er den ersten Nachrückerplatz und wurde von dort aus 1999 zweimal kurzzeitig Stellvertreter, bevor er im April 2001 als Nachrücker einen festen Parlamentssitz erhielt. Bei der Wahl 2002 wurde er nicht wiedergewählt. Bei der Kommunalwahl 2005 scheiterte er ebenfalls. Anschließend wechselte er zur Siumut und trat für diese bei der Parlamentswahl 2005 an, verpasste aber einen Sitz deutlich. Anschließend kandidierte er mehrere Jahre nicht mehr bei Wahlen, bevor er sich bei der Kommunalwahl 2013 mit 72 Jahren für einen Sitz im Rat der Qaasuitsup Kommunia bewarb, aber wieder nicht gewählt wurde. Anschließend beendete er seine politische Karriere.